# Parequema
Se denomina parequema a la cacofonía que se produce con el encuentro de dos sílabas iguales en un mismo contexto. También cuando la misma o mismas sílabas se repiten en una frase en dos palabras diferentes.

## Ejemplos
- Su misma mano.
- e labareda dalalala (João Guimarães Rosa, Grande Sertão: Veredas).
- La llave de tener es retener.
- La espada vence, la palabra convence.
- Quien mucho mantiene gran trabajo tiene.[1]